# Isole Vchodnye
Le isole Vchodnye (in russo Острова Входные?, Ostrova Vchodnye, in italiano "isole d'ingresso") sono un gruppo di isole russe che fanno parte dell'arcipelago di Severnaja Zemlja e sono bagnate dal mare di Kara.
Amministrativamente fanno parte del distretto di Tajmyr del Territorio di Krasnojarsk, nel Distretto Federale Siberiano.

## Geografia
Le isole sono situate lungo la costa meridionale dell'isola Bolscevica, nello stretto di Vil'kickij (Пролив Вилькицкого, proliv Vil'kickogo), circa 2 km a sud del capo di Ancev (мыс Анцева, mys Anceva) e 4 km a est di capo Majskij (мыс Майский, mys Majskij), all'ingresso orientale della baia Solnečnaja (бухта Солнечная, buchta Solnečnaja).
Si tratta di due isole di forma leggermente allungata da nord-est a sud-ovest e misurano entrambe poco meno di 1 km di lunghezza. I nomi indicano la loro posizione nel gruppo:
- Severnyj, come afferma il nome, è l'isola settentrionale, la più grande delle due e quella su cui si trova il punto più elevato (18 m s.l.m.).
- Južnyj è invece l'isola meridionale, leggermente più piccola rispetto a Severnyj.

## Isole adiacenti
- Isole di Tranze (oстрова Транзе, ostrova Tranze), a sud-ovest.